# Elecciones parlamentarias de Zimbabue de 2005
Las elecciones parlamentarias de Zimbabue de 2005 se realizaron el 31 de marzo del mismo año. Estos comicios tenían por finalidad una renovación total de los 120 escaños elegidos, así como de los 30 escaños designados por el gobierno de turno, en este caso dominado por el ZANU-PF. El triunfo de la colectividad oficialista se preveía, por lo que el MDC denunció una "farsa en las elecciones", acusó al gobierno y la Comisión Electoral de fraude masivo.

## Antecedentes

### Composición
El Poder Legislativo recae en el Parlamento es unicameral, con 120 escaños escogidos por sufragio directo y popular por un período de 5 años. El Presidente designa directamente a 12 miembros más para la Asamblea. Otros 10 miembros corresponden a jefes tradicionales de tribus escogidos por sus pares y 8 son gobernadores provinciales, también escogidos por el Presidente. En total, son 150 miembros.

### Campaña
Durante las 22 semanas previas a la elección, Sokwanele, un movimiento clandestino de Zimbabue favor de la democracia, proporcionó un desglose semanal de los incumplimientos del gobierno del ZANU-PF, encabezado por Robert Mugabe, con la Comunidad para el Desarrollo de África Meridional (SADC) por los temas referidos al Protocolo de los Principios y Directrices Democráticas.
La oposición del MDC, junto a Jonathan Moyo, han alegado que muchos ciudadanos han sido amenazados con hambre y violencia si no apoyaban a las candidaturas del ZANU-PF.
Candidatos del ZANU-PF tomaron el control de las plantaciones de cereales en Manicaland y Masvingo, además de la Junta de Comercialización de Cereales (GMB) para proceder a la instrucción de beneficiarios que sean leales a la colectividad. A las personas que asistían a sus mítines se les entregaban insignias que usaban como boletos para comprar maíz. El 8 de marzo, en Betura, a más de dos mil personas se les negó el acceso a comprar trigo por el supuesto incumplimiento de usar las insignias del ZANU-PF. Solo 200 personas terminaron asistiendo a su acto de campaña y a ellos se les permitió comprar.

### Misiones de Observación
El Ministro del Trabajo de Sudáfrica, Membathisi Mdladlana, que dirigió la misión sudafricana de observadores para estas elecciones expresó que "las elecciones parlamentarias de 2005 en Zimbabue reflejan la voluntad del pueblo de Zimbabue", dando así un espaldarazo al gobierno de Robert Mugabe. Agregó que "las elecciones por lo general, se ajustaron a las directrices de las elecciones adoptadas por los líderes del sur de África en una conferencia por la democracia celebrada el año 2004".
Por su parte, Mlambo Ngcuka, que dirigió otra misión de observación externa, solicitó al líder del MDC proporcionar mayor evidencia que apoyara sus reclamos de discrepancias en 32 de los 120 distritos electorales, expresó que "hemos recibido quejas pero aún no tenemos toda la información, no hay mucho más que podamos hacer".

## Resultados electorales
Los resultados mostraron el mismo patrón que en 2000. El Movimiento por el Cambio Democrático ganó prácticamente todos los escaños de las provincias más importantes, donde la sociedad civil está fuertemente organizada y son capaces de evitar la manipulación electoral, como en Harare y Bulawayo. También lograron ganar los escaños de las zonas meridionales de Matebeleland, donde los rebeldes del ZANU-PF dominaban la zona.
Sin embargo, en las zonas rurales como Mashonaland Central y Mashonaland Oriental, donde vive la mayoría de la población, el ZANU-PF ganó el 99% de los escaños.
La Red de Apoyo Electoral de Zimbabue, que tenía unos 6.000 observadores en los colegios electorales, dice que alrededor del 10% de los aspiraciones los votantes fueron rechazados, ya sea porque no figuraban en el censo electoral o por no tener los documentos de identidad adecuados o que lisa y llanamente se encontraban en distrito electoral equivocado.

### Conteo de votos
El principal partido opositor de Zimbabue, el MDC solicitó una investigación por fraude electoral masivo en al menos 30 escaños obtenidos por el partido oficialista, el ZANU-PF. En cada caso, el MDC argumentó que su candidato tenía una ventaja inalcanzable de acuerdo a los votantes que restaban en el censo electoral. Sin embargo, los resultados oficiales mostraron 183.000 votos de los que la Comisión Electoral registraba.
El portavoz del MDC, Paul Themba Nyathi, dijo que de acuerdo a sus análisis, al menos 30 escaños fueron perdidos porque la Comisión Electoral se negó a publicar las cifras de votos de otras razas, una decisión que dijo "indica irregularidades generalizadas".

### Asamblea Nacional
|  | 59,6 % |

|  | 39,5 % |

|  | 0,3 % |

|  | 0,0 % |

|  | 0,0 % |

|  | 0,6 % |

|  | 97,7 % |

|  | 2,3 % |

|  | 100,0 % |

|  | 47,7 % |